# Hendricus Leopold
Hendricus Leopold (Middelburg, 29 augustus 1918 - Lochem, 16 juli 2008) was een Nederlands diplomaat. Hij bereidde de komst voor van de Nederlandse ambassades in Indonesië (1963) en Suriname (1975). Hij was de eerste ambassadeur van Nederland in Suriname en was daarna ambassadeur in India.

## Biografie
Hendricus Leopold werd in 1918 geboren in Middelburg. Werkzaam in Canada voor het ministerie van Buitenlandse Zaken huwde hij op 27 februari 1954 met M.J. van Elk op de ambassade in Ottawa. In 1963 werd hij uitgezonden naar Djakarta om daar als kwartiermaker aan de slag te gaan voor de vestiging van een Nederlandse ambassade in Indonesië, ter voorbereiding van de komst van zaakgelastigde Carl Barkman aldaar. Ervoor en erna was hij tot 1975 ook werkzaam op diplomatieke posten in Zuid-Afrika, Singapore, Australië en Pakistan.
In 1975 vertrok hij naar Paramaribo om de vestiging van de Nederlandse ambassade voor te bereiden, in aanloop naar de Surinaamse onafhankelijkheid op 25 november. Kort voor het uitroepen ervan werd hij door het ministerie benoemd tot Nederlands eerste ambassadeur in Suriname.
In 1978 werd hij uitgezonden naar New Delhi waar hij ambassadeur werd voor India en tevens voor buureiland Sri Lanka. Enkele jaren later kreeg hij ook de vertegenwoordiging van Nederland voor de Maldiven erbij. In 1984 werd hij onderscheiden als ridder in de Orde van Oranje-Nassau.
Leopold overleed 16 juli 2008 in Lochem op 89-jarige leeftijd.